# Scum (gra komputerowa)
Scum (zapis stylizowany: SCUM) – komputerowa gra survivalowa z widokiem pierwszoosobowym oraz otwartym światem. Rozwijana przez chorwackie studio Gamepires, wyprodukowana przez Croteam. Początkowo wydawcą był Devolver Digital, jednak 14 grudnia 2022 r. studio Gamepires zostało nabyte przez Jagex. 29 sierpnia 2018 gra dołączyła do wczesnego dostępu na platformie Steam. Na chwilę obecną (2023 r.) nie ma informacji dotyczących planowanej daty premiery pełnej wersji gry. Gra wykorzystuje silnik Unreal Engine 4.

## Odbiór
W ciągu pierwszych 24 godzin od wprowadzenia wczesnego dostępu na Steamie, gra sprzedała się w liczbie 250 000 kopii.